# Irská píšťalka

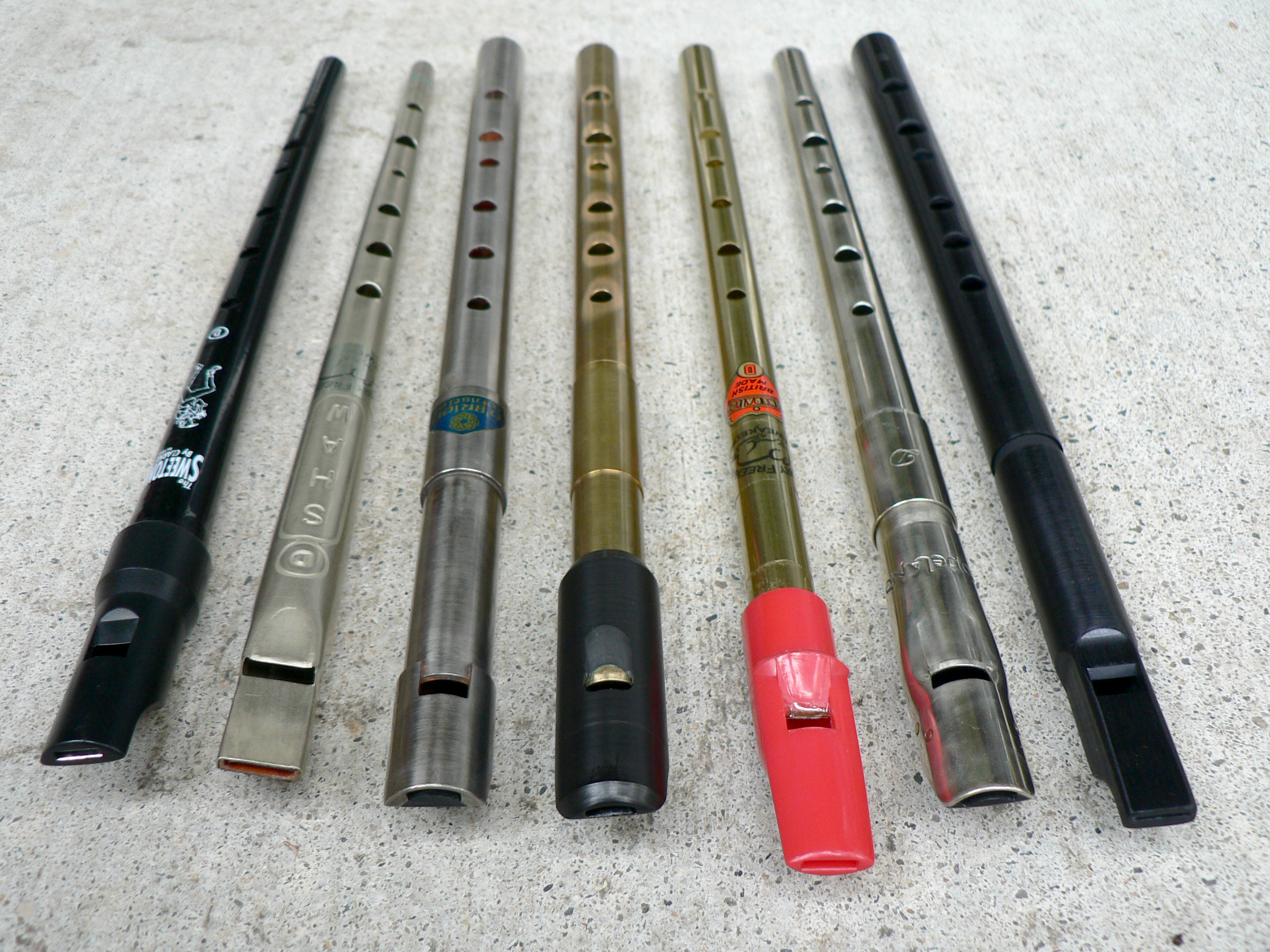
Irské píšťalky v D ladění od různých výrobců

Irská píšťalka (irsky feadóg stáin nebo jen feadóg), i v češtině často nazývaná anglickým jménem tin whistle či prostě whistle, je tradiční irský hudební nástroj, který je v moderní době populární zejména v rámci „keltské“ hudby. Jedná se konstrukčně o velmi jednoduchý dechový nástroj jen s šesti otvory, který se vyrábí v různých tóninách. S ohledem na nejoblíbenější tóniny žánru jsou nejpoužívanější ladění D a C, což jsou zároveň vždy i jména nejnižších tónů, které tak či onak naladěná píšťalka zahraje.

## Historie irské píšťalky
Irská píšťalka se ve své současné podobě řadí do širší skupiny  zobcových fléten, jež se v různých podobách vyskytují v kulturách celého světa. V Evropě mají tyto nástroje dlouhou a pestrou historii a lze je najít v mnoha provedeních. Mezi nejrozšířenější z nich patří samotná zobcová flétna, irská píšťalka, katalánský flabiol, baskické txistu a flétny se třemi otvory (např. fujara).
Téměř všechny primitivní kultury měly svůj typ zobcové flétny. S největší pravděpodobností se jedná o jeden z prvních laděných nástrojů flétnového typu. Mezi doposud nalezené exempláře lze zahrnout pravděpodobně neandertálskou zobcovou flétnu ze Slovinska, kterou lze podle některých vědců datovat do období mezi 81 000 až 53 000 př. n. l., německou flétnu pocházející z období před 35 000 lety a flétnu z West Yorkshire vyrobenou z ovčí kosti v době železné. Písemné prameny zmiňují nástroje podobné zobcové flétně i v římské kultuře (tibia) a řecké kultuře (aulos). V raném středověku se tyto nástroje vyskytovaly u severoevropských národů, ku příkladu britské kostěné flétny ze 3. století a hudební nástroje podobné flétně popsané v irském brehonském právu. Italské flétny se již začátkem 12. století vyráběly v různých velikostech. V Irsku se nalezly úlomky normanských kostěných píšťalek z 12. století a ve Skotsku zase neporušené 14 cm dlouhé píšťalky ze 14. století vyrobené z tuskulského jílu. V 17. století se píšťalkám říkalo flažolety (z francouzského flageolet), čímž se označovaly píšťalky se zobcovými náustky vyrobenými ve Francii (což je i pro současné irské píšťalky zcela běžné), a s nimiž je spojený i vývoj anglického flažoletu, francouzského flažoletu a zobcové flétny renesančního a barokního období. Někteří současní hráči na píšťalku dávají pro pojmenování svého nástroje pořád přednost výstižnějšímu slovu flažolet, protože toto označení popisuje širokou škálu zobcových fléten, včetně irské píšťalky.

### Moderní irská píšťalka
Moderní píšťalka pochází z Britských ostrovů, zejména z Anglie, neboť právě v anglických továrnách vyráběl Robert Clarke tyto píšťalky ve velkém, v letech 1840–1889 v Manchesteru a později ve městě New Moston. Kolem roku 1900 je bylo možné zakoupit také jako „flažolety Clarke London“ či „flažolety Clarke“. Prstoklad irské píšťalky je podobný „jednoduchému prstokladu irské příčné flétny“ se šesti otvory („jednoduchý“ ve srovnání se složitějšími flétnami s prstokladem podle Boehma). Diatonický systém ladění o šesti otvorech, který se využívá i u barokních fléten, byl dozajista dobře známý již před tím, než začal Robert Clarke vyrábět své irské píšťalky. První píšťalka vyrobená Clarkem, zvaná Meg, byla laděná v tónině vysokého A a později i v dalších tóninách vyžadovaných viktoriánskou salonní hudbou. Clarke své píšťalky dokonce uvedl na Světové výstavě roku 1851. Způsobem, kterým vytváří tón, je irská píšťalka Clarke podobná píšťalám varhan. Zploštělá trubka na jednom konci tvoří okraj zobcového náustku a obvykle se vyrábí z válcovaného cínu nebo mosazi. Sériově vyráběné irské píšťalky se dostaly na trh v roce 1840, a jelikož byly relativně cenově dostupné, byly také poměrně dost rozšířené.
Vzhledem k tomu, že byla irská píšťalka (v Anglii též známá pod názvem penny whistle) obecně považována za hračku, mnozí si mysleli, že děti nebo pouliční hudebníci od kolemjdoucích běžně dostávali za své hraní právě jednu penci. Ve skutečnosti se však tomuto nástroji tak říkalo proto, že se dal za pouhou penci zakoupit. Nástroj se stal oblíbeným hned v několika kulturách a jejich tradicích, zejména v anglické, skotské, irské a americké. Díky své cenové dostupnosti byla irská píšťalka v mnoha domácnostech zcela běžným a žádaným hudebním nástrojem. V druhé polovici 19. století začali prodávat irské píšťalky i jiní výrobci fléten, například Barnett Samuel a Joseph Wallis. Jejich píšťalky se skládaly z válcovité mosazné trubice. Zobcové náustky těchto píšťalek byly stejně jako u většiny starších exemplářů vyrobené z olova, a protože dnes je už obecně známo, že je olovo jedovaté, před hraním na starší píšťalky by měli hráči přijmout náležitá opatření.
V první polovině 20. století byly na trh uvedeny píšťalky Generation, které byly rovněž z mosazné trubice a měly olověný náustek. V průběhu let byly však trochu modernizovány. Nejvýznamnější byla výměna olověného náustku za náustek plastový.

## Současné irské píšťalky
V dnešní době se píšťalky nejčastěji vyrábí z mosazných trubek nebo poniklovaných mosazných trubek a jejich zobcové náustky jsou z umělé hmoty. Spadají sem píšťalky značek Generation, Feadóg, Oak, Acorn, Soodlum's (nyní i Walton's) a jiných. Další z nejběžnějších podob představují kuželovité kovové píšťalky, převážně značky Clarke, jež jsou na širším konci opatřené dřevěnou zarážkou, která tvoří zobcový náustek nástroje. Jinými méně obvyklými variantami jsou celokovové píšťalky, píšťalky z PVC, píšťalky značky Flanna s čtvercovými otvory a dřevěné píšťalky.
Na počátku 19. století získaly irské píšťalky jako lidové nástroje v rámci vzkříšení keltské hudby na popularitě, i proto jsou nyní nedílnou součástí několika lidových tradic. Jsou jedním z nejčastějších začátečnických hudebních nástrojů v oblasti tradiční anglické, skotské a irské hudby, jelikož jsou často dost levné (do 10 amerických dolarů ≈ 230 KČ), relativně snadno s nimi lze začít (na rozdíl od složitější flétny) a prstoklad se téměř shoduje s prstokladem tradičních fléten se šesti otvory (irské flétny, barokní flétny). Irská píšťalka je také dobrým výchozím nástrojem pro zvládnutí irských loketních dud, které mají podobný prstoklad, rozsah i uplatnění. V současnosti je v rámci irské tradiční hudby irská píšťalka tím nejoblíbenějším hudebním nástrojem.
Řada výrobců hudebních nástrojů začala v posledních letech nabízet vysoce kvalitní píšťalky, jejichž cena se může vyšplhat na tisíce korun za kus. Ve srovnání s píšťalkami obyčejné kvality jsou tedy nepochybně razantně dražší, avšak oproti většině ostatních nástrojů vyšší kvality patří stále mezi ty levnější. Tito výrobci jsou obvykle buď jednotlivci, nebo malé skupiny úzce spolupracujících řemeslníků. Od levných píšťalek se liší tím, že se nevyrábí sériově v továrnách, ale každou z nich ručně vytváří zkušený pracovník, který píšťalce vdechne život.

## Ladění

### Tóniny píšťalek
Irské píšťalky se ladí v diatonické stupnici, díky čemuž se na ně poměrně snadno hraje ve dvou durových tóninách oddělených pěti půltóny nebo v přirozené mollové tónině či dórském módu, který začíná velkou sekundou nejnižšího tónu nástroje. Tóninu píšťalky určuje její nejnižší tón, jenž je tónikou té nižší ze dvou durových tónin píšťalky. Tato metoda určování tóniny nástroje se dost liší od metody pro nástroje laděné v chromatické stupnici. U nich záleží na vztahu mezi notami v notovém záznamu a samotným zněním tónu. Na trhu jsou k dispozici píšťalky laděné v různých tóninách.
Na nejběžnějších píšťalkách lze snadno hrát v tóninách D-dur a G-dur. Takové píšťalky se označují jako píšťalky v D, protože je tato tónina spomezi dvou ta nižší. Další nejčastější ladění představují píšťalky v C, na kterých lze hrát v tóninách C-dur a F-dur. Pro tradiční irskou a skotskou hudbu jsou píšťalky laděné v tónině D tou nejoblíbenější volbou.
Navzdory tomu, že je ve své podstatě píšťalka diatonickým hudebním nástrojem, dokáže zahrát i tóny mimo svou hlavní durovou tóninu, a to buď s využitím techniky neúplného zakrývání (nejvyšší volný otvor se zakryje pouze částečně), nebo tím, že se některé nižší otvory zakryjí, a některé nad nimi se ponechají volné. Správné provedení techniky neúplného zakrývání však dokáže být poněkud obtížné a píšťalky jsou dostupné v různých tóninách. Proto si obvykle hráči na píšťalku v případě potřeby jiné tóniny pouze vymění píšťalky a techniku neúplného zakrývání používají výhradně na posuvky. Některé píšťalky svou konstrukcí umožňují používat a měnit jeden náustek na více různě laděných píšťalkách.

### Irská píšťala
Existují také větší píšťaly, jejichž délka a šířka jim umožňují vytvářet o jednu (nebo ve vzácných případech o dvě) oktávy nižší tóny. Píšťaly této skupiny se často vyrábějí z kovových nebo plastových trubek a některé mohou mít i ladící hlavici. Většinou se jim říká irské píšťaly (často jsou nazývané i anglickým jménem low whistles), ale někdy se označují za píšťaly koncertní. I když píšťaly fungují v zásadě stejně jako běžné píšťalky, zběhlí hudebníci je mohou považovat za samostatný nástroj.
V případech, kdy je nutné rozlišení mezi nižšími píšťalami a vyššími píšťalkami, se zvykne používat pojem sopránová píšťalka.